# Amaurobius minutus
Amaurobius minutus là một loài nhện trong họ Amaurobiidae.
Loài này thuộc chi Amaurobius. Amaurobius minutus được miêu tả năm 1972 bởi Leech.